# Feel That Fire
Feel That Fire è il quarto album in studio del cantante statunitense di musica country Dierks Bentley. È stato pubblicato il 3 febbraio 2009 tramite Capitol Records Nashville. L'album ha prodotto tre singoli con la traccia del titolo Sideways e I Wanna Make You Close Your Eyes. I primi due raggiunsero la numero uno nella classifica delle canzoni country degli Stati Uniti Billboard Hot, mentre il terzo raggiunse la numero 2. L'album raggiunse la numero uno della classifica degli album Country Country degli Stati Uniti. È stato anche certificato oro dalla Recording Industry Association of America e ha persino venduto oltre 327 000 copie a partire dal 2010.
Come per tutti i suoi album precedenti, Bentley ha coprodotto questo con Brett Beavers. Bentley ha scritto la maggior parte delle canzoni di questo album insieme a Brett e Jim Beavers, quest'ultimo è il fratello di Brett. I Can't Forget Her è una delle uniche due canzoni dell'album che Bentley non ha co-scritto. Quella canzone era stata precedentemente registrata da "Clay Walker" nel suo album del 2003 A Few Questions.
La traccia del titolo, che Bentley e Brett Beavers l'hanno scritto insieme a The Warren Brothers (Brad e Brett Warren), è stato il primo singolo dell'album. Quella canzone è diventata la sesta hit numero uno di Bentley nella classifica degli Stati Uniti Billboard Hot Country Songs all'inizio del 2009. Il secondo singolo Sideways dell'album, che Bentley ha scritto insieme a Jim Beavers, è diventato il settimo successo numero uno della cantante nel luglio 2009.
L'album ha ricevuto molte recensioni positive ed è stato inserito nella lista "Best Country Albums del 2009". Il Chicago Tribune lo classificò al primo posto nella lista dei migliori album country dell'anno.
La canzone Beautiful World è stata nominata come Best Country Collaboration w/ Vocals al 52 ° Grammy Awards.

## Tracce
1. Life on the Run – 3:47
2. Sideways – 3:04
3. Sideways – 3:21
4. I Wanna Make You Close Your Eyes – 3:59
5. Here She Comes – 4:28
6. I Can't Forget Her – 4:15
7. Beautiful World (feat. Patty Griffin) – 3:14
8. Little Heartwrecker – 3:26
9. You Hold Me Together – 3:57
10. Better Believer – 4:15
11. Pray – 4:19
12. Last Call (feat. Ronnie McCoury) – 4:26